# Marienlyst Stadion
 (avril 2025).
Le Marienlyst Stadion est stade de football de Strømsgodset IF depuis 1967. Il est situé à Marienlyst dans la ville de Drammen, en Norvège.
L'équipe de Norvège de football des moins de 21 ans joue la plupart de ses matches à Marienlyst.

## Histoire
Le terrain est inauguré en 1924 et il est le terrain des clubs de Drafn, de Skiold et de Drammens Ballklubb. Lors des Jeux olympiques d'hiver de 1952 dans la ville voisine d'Oslo, le site accueille deux matches de hockey sur glace.
L'herbe est retirée en novembre 2007 pour faire place à une surface en glace artificielle pour les sports d'hiver et de gazon artificiel pour les sports d'été. Un nouveau stade était prévu mais le projet fut abandonné en raison de difficultés financières. Il y a de nouveaux projets pour élargir et reconstruire la tribune principale.

### Référence
- (en) Cet article est partiellement ou en totalité issu de l’article de Wikipédia en anglais intitulé « Marienlyst Stadion » (voir la liste des auteurs).